# 김나윤 (미용전문가)
김나윤는 대한민국의 미용사이자 코코랄하우스(대표원장)이다.

## 경력
- 2021.10~ 미용소상공인협동조합 지사장
- 2020.10~ 네이버 지식iN 엑스퍼트 뷰티 분야
- 2010.5~ 코코랄하우스 대표원장